# Arnreit
Arnreit est une commune autrichienne du district de Rohrbach en Haute-Autriche.

## Géographie

### Quartiers
- Arnreit, Daim, Eckersberg, Etzerreit, Getzing, Högling, Hölling, Hengstschlag, Humenberg, Katzenbach, Liebenstein, Moosham, Partenreit, Schönberg, Schörsching, Stierberg, Untergahleiten, Wippling.